# André Bonzel
André Bonzel és un director, productor i guionista francès, nascut a París el 31 de maig de 1961.

## Trajectòria
Després de marxar a estudiar a Bèlgica, André Bonzel va conèixer Rémy Belvaux i Benoît Poelvoorde allà a l'Institut national supérieur des arts du spectacle (Insas), école supérieure de cinéma à Bruxelles.
Rémy Belvaux i ell codirigien, el 1987, un curtmetratge paròdic titulat Pas de C4 pour Daniel Daniel, un tràiler fals amb Benoît Poelvoorde en el paper principal.
A principis de la dècada de 1990, van reeditar l'experiment, rodant en blanc i negre format 16 mm (més tard inflat a 35 mm per la seva  presentació a Cannes) i per un pressupost relativament ridícul (de fet es tracta d'un treball de fi d'estudis extens) Va succeir a prop de casa teva, ficció d'humor negre semblant fals reportatge, paròdia cínica del famós programa Strip-tease . La pel·lícula explica la història d'un equip de televisió (el periodista és interpretat per Rémy Belvaux i André Bonzel encarna el càmera, situat fora de la pantalla però a qui parlen els personatges) que segueix pas a pas a un assassí en sèrie (encarnat per Benoît Poelvoorde, que va iniciar la seva carrera al mateix temps) les sagnants peregrinacions del qual estan marcades per aforismess desconcertants... La pel·lícula va ser un èxit tan aviat com tal com es va presentar a la Setmans de la Crítica al 45è Festival Internacional de Cinema de Canes i ràpidament es va convertir en una pel·lícula de culte.
A partir de llavors, André Bonzel es va mantenir discret i sembla que treballa com a càmera de vídeo i/o director de fotografia.
El 2012, va dirigir la fotografia del llargmetratge eslovac Tigre v meste.
El 2021 va dirigir Et j'aime à la fureur, documental autobiogràfic basat essencialment en arxius filmats de la seva família i imatges extretes de la seva col·lecció de pel·lícules casolanes.

## Filmografia

### Director
- 1987 : Pas de C4 pour Daniel Daniel (court métrage), dirigit amb Rémy Belvaux
- 1992 : Va succeir a prop de casa tevaq (llargmetratge), dirigit amb Rémy Belvaux i Benoît Poelvoorde
- 1995 : I Died in My Teens de Psyched Up Janis (clip)
- 2000 : Lettre à un jeune... (minisèrie)
- 2021 : Et j'aime à la fureur (ldocumental)

### Altres
- 1986 : Abel (curtmetratge) d'Anne Caprile - director de fotografia
- 2000 : L'Amour, l'Argent, l'Amour de Philip Gröning - segon director de fotografia
- 2007 : La Haine: Social Dynamite (vídeo, anàlisi sociològic del film La Haine) - director de fotografia
- 2012 : Tigre v meste de Juraj Krasnohorský - director de fotografia